# جونیور آسسومو
جونیور آسسومو (انگلیسی: Junior Assoumou؛ زادهٔ ۲۲ ژوئیهٔ ۱۹۹۵) بازیکن فوتبال اهل فرانسه است.
از باشگاه‌هایی که در آن بازی کرده‌است می‌توان به باشگاه فوتبال رن اشاره کرد. وی همچنین در تیم ملی فوتبال گابن بازی کرده‌است.